# Adama Traoré (Fußballspieler, 1996)
Adama Traoré Diarra (* 25. Januar 1996 in L’Hospitalet de Llobregat) ist ein spanischer Fußballspieler. Der Flügelspieler steht beim FC Fulham unter Vertrag. Sein älterer Bruder, Mohamed Traoré, ist ebenfalls Fußballspieler.

## Karriere

### Im Klub
Traoré wechselte im Alter von acht Jahren von CE l’Hospitalet in die Jugendakademie des FC Barcelona. Am 6. Oktober 2013 bestritt Traore sein erstes Zweitligaspiel für den FC Barcelona B, als er in der 86. Minute für Frank Bagnack in die Partie kam. Bereits im darauffolgenden Monat debütierte er im Alter von 17 Jahren auch für die A-Mannschaft. Durch seine Einwechslung beim Primera-División-Spiel gegen den FC Granada war er zu diesem Zeitpunkt der neuntjüngste Ligadebütant des Vereins. In der Saison 2013/14 gewann er mit der U19 die erste Ausgabe der UEFA Youth League.
Am 14. August 2015 wurde bekannt gegeben, dass Traoré für 10 Millionen Euro Ablöse von Barcelona an den englischen Club Aston Villa transferiert wird, wo er einen Fünf-Jahres-Vertrag unterschrieb. Nach einer auch von Verletzungen geprägten Saison mit nur zehn Kurz-Einsätzen wechselte Traoré aber bereits im Jahr darauf um eine Ablösesumme von 8,5 Millionen Euro zum FC Middlesbrough. Dort gelang ihm schließlich der Durchbruch, wobei er vor allem im zweiten Jahr nach dem Abstieg in die Football League Championship – Englands zweithöchste Spielklasse – mit fünf Toren und zehn Vorlagen aufzeigte.
Im Sommer 2018 wechselte Traoré erneut innerhalb Englands für eine Ablöse von 20 Millionen Euro von Middlesbrough zu den Wolverhampton Wanderers, was für beide Klubs eine Rekord-Transfersumme bedeutete.
Ende Januar 2022 kehrte Traoré bis zum Ende der Saison 2021/22 auf Leihbasis zum FC Barcelona zurück. Die Katalanen bezahlen sein Gehalt und verfügten anschließend über eine Kaufoption. Traoré kam in der Liga 11-mal zum Einsatz, stand jedoch nur 4-mal in der Startelf. In der Europa League wurde er hingegen öfter aufgeboten. Er kam in allen 6 Spielen (5-mal von Beginn) zum Einsatz, ehe man im Viertelfinale an Eintracht Frankfurt scheiterte. Der FC Barcelona verzichtete nach dem Saisonende auf das Ziehen der Kaufoption.
Im August 2023 wechselte er zum FC Fulham.

### In der Nationalmannschaft
Mit Spanien erreichte er 2013 bei der U19-Europameisterschaft in Litauen das Halbfinale. In allen vier Spielen kam er als Einwechselspieler zum Einsatz.
Seinen ersten Einsatz in der A-Nationalmannschaft hatte er am 7. Oktober 2020 beim torlosen Remis gegen Portugal, als er in der 79. Minute eingewechselt wurde. Nach einer weiteren Einwechslung drei Tage später beim Nations-League-Spiel gegen die Schweiz spielte er weitere drei Tage später gegen die Ukraine erstmals über 90 Minuten. In den nächsten beiden Spielen wurde er dann aber wieder nur eingewechselt.
Bei der Europameisterschaft 2021 stand er im spanischen Aufgebot, das im Halbfinale gegen Italien ausschied.

## Erfolge
- Champions-League-Sieger: 2015
- UEFA-Youth-League-Sieger: 2013/14